# David Healy (Fußballspieler)
David Healy, MBE (* 5. August 1979 in Downpatrick), ist ein ehemaliger nordirischer Fußballspieler und heutiger -trainer. Er ist Rekordtorschütze der nordirischen Nationalmannschaft.

## Karriere

### Verein
Healy wuchs in Killyleagh auf und spielte für die örtliche Jugend- und Schulmannschaft Down Academy, bevor er in den späten 90er Jahren von Manchester United entdeckt wurde. Dort lief er lediglich in drei Spielen auf, wobei er jeweils eingewechselt wurde. Er spielte 1999/2000 leihweise für Port Vale, für die er in 16 Spielen drei Tore erzielte. 2000 wechselte er zunächst auf Leihbasis zu Preston North End. In der Saison 2000/01 traf er zehnmal in 26 Spielen; der Verein nutzte die Kaufoption. In der Saison 2001/2002 erzielte er erneut zehn Tore.
2003 wurde er an Norwich City ausgeliehen, für die er in 13 Spielen zwei Tore erzielte. Nach der Rückkehr zu Preston North End erzielte Healy 2003/04 in 42 Spielen 15 Tore. 2004 ging er zu Leeds United, wo er nach seinen Einwechslungen entscheidende Tore erzielte. In seiner ersten Saison wurde er gleich zum besten Torschützen des Vereins.
Zur Saison 2007/08 wechselte Healy zum FC Fulham, bei dem er einen Vierjahresvertrag unterschrieb. In der Sommerpause 2008 wechselte er innerhalb der Premier League zum AFC Sunderland; er unterschrieb dort einen Vertrag bis zum 30. Juni 2011.
Am 1. Februar 2010 wurde Healy bis zum Saisonende an den Zweitligisten Ipswich Town verliehen.
In der Saison 2010/11 wurde er an den Zweitligisten Doncaster Rovers ausgeliehen.
Danach wechselte er ablösefrei vom AFC Sunderland in die schottische Premier League zu den Glasgow Rangers.
Nach deren Insolvenz war er zur Saison 2012/13 zunächst vereinslos. Am 23. August 2012 konnte er beim englischen Drittligisten FC Bury anheuern.

### Nationalmannschaft
Healy ist Rekordtorschütze der nordirischen Nationalmannschaft. Außerdem machte er sich unvergessen, indem er als Torschütze im September 2005 beim 1:0-Sieg Nordirlands über England im Windsor Park seiner Mannschaft zum ersten Heimsieg gegen England seit 1927 verhalf. Am 6. September 2006 erzielte er im Qualifikationsspiel zur Europameisterschaft 2008 alle drei Tore zum 3:2-Sieg gegen Spanien. Zuletzt war George Best in Belfast ein Hattrick gelungen.
Im Qualifikationsspiel in Liechtenstein am 24. März 2007 gelang ihm erneut ein Hattrick, als er zwischen der 52. und der 83. Minute dreimal traf. Vier Tage später traf er gegen Schweden zweimal. Auch am 22. August 2007 gegen Liechtenstein gelangen ihm zwei Tore. Mit insgesamt 13 Treffern war er der beste Torschütze der gesamten Qualifikation zur EM 2008. In den Qualifikationsrunden zur EM 2004 und zur EM 2012 war ihm dagegen kein einziges Tor gelungen.
Am 3. Dezember 2013 gab er seinen Rücktritt als Fußballprofi bekannt. Insgesamt hat er 95 Länderspiele bestritten, so viele wie kein anderer nordirischer Feldspieler; dabei erzielte er 36 Tore. Sein letztes Länderspiel absolvierte er am 26. März 2013 bei der 0:2-Niederlage gegen Israel.